# 带栉孔扇贝
带栉孔扇贝（学名：Chlamys lemniscata），是莺蛤目海扇蛤科锦海扇蛤属的一种。主要分布于韩国、中国大陆，常栖息在潮下带水深100米、砂、细沙、碎贝壳底。